# Dores do Rio Preto
Dores do Rio Preto là một đô thị thuộc bang Espírito Santo, Brasil. Đô thị này có diện tích 153,106 km², dân số năm 2007 là 6085 người, mật độ 39,74 người/km².